# Marcionílio Souza
Marcionílio Souza é um município brasileiro do estado da Bahia. 
Faz parte da Região Econômica do Paraguaçu e da Região Administrativa de Itaberaba.

## História
O município está situado no antigo território dos indígenas Maracás (o chamado Sertão dos Maracás), que já a partir de meados do século XVII foi penetrado por  bandeirantes, que subindo o rio Paraguaçu e tomando o rumo da Serra Geral, subjugaram ou aniquilaram os primitivos habitantes, conforme o roteiro usual de colonização por assentamento e limpeza étnica. Foram organizadas diversas jornadas ou entradas, pelo governo-geral da Colônia, para combater os índios considerados  bárbaros. Inicialmente, foram encarregados dessa missão  Gaspar Dias Adorno, Pedro Gomes, João Peixoto Viegas, Antônio Guedes de Brito e Francisco Dias D'Ávila, dentre outros, todos proprietários de vastas sesmarias na Capitania da Bahia. Os primeiros assentamentos coloniais foram estabelecidos  no final do século XVII.

## Criação do município
Anteriormente um distrito, denominado Tamburi, sua denominação foi alterada ao ser desmembrado do município de Maracás e elevado à categoria de município, pela lei estadual nº 1761, de 27 de julho de 1962, sancionada pelo então governador Juracy Magalhães, passando então a se chamar Marcionílio Souza. Atualmente, constitui-se de dois distritos: Marcionílio Souza (ex-Tamburi, atual distrito-sede do município) e Juraci (ex-Machado Portela).
Segundo o governo do Estado da Bahia, o município integra o Território de Identidade da Chapada Diamantina 

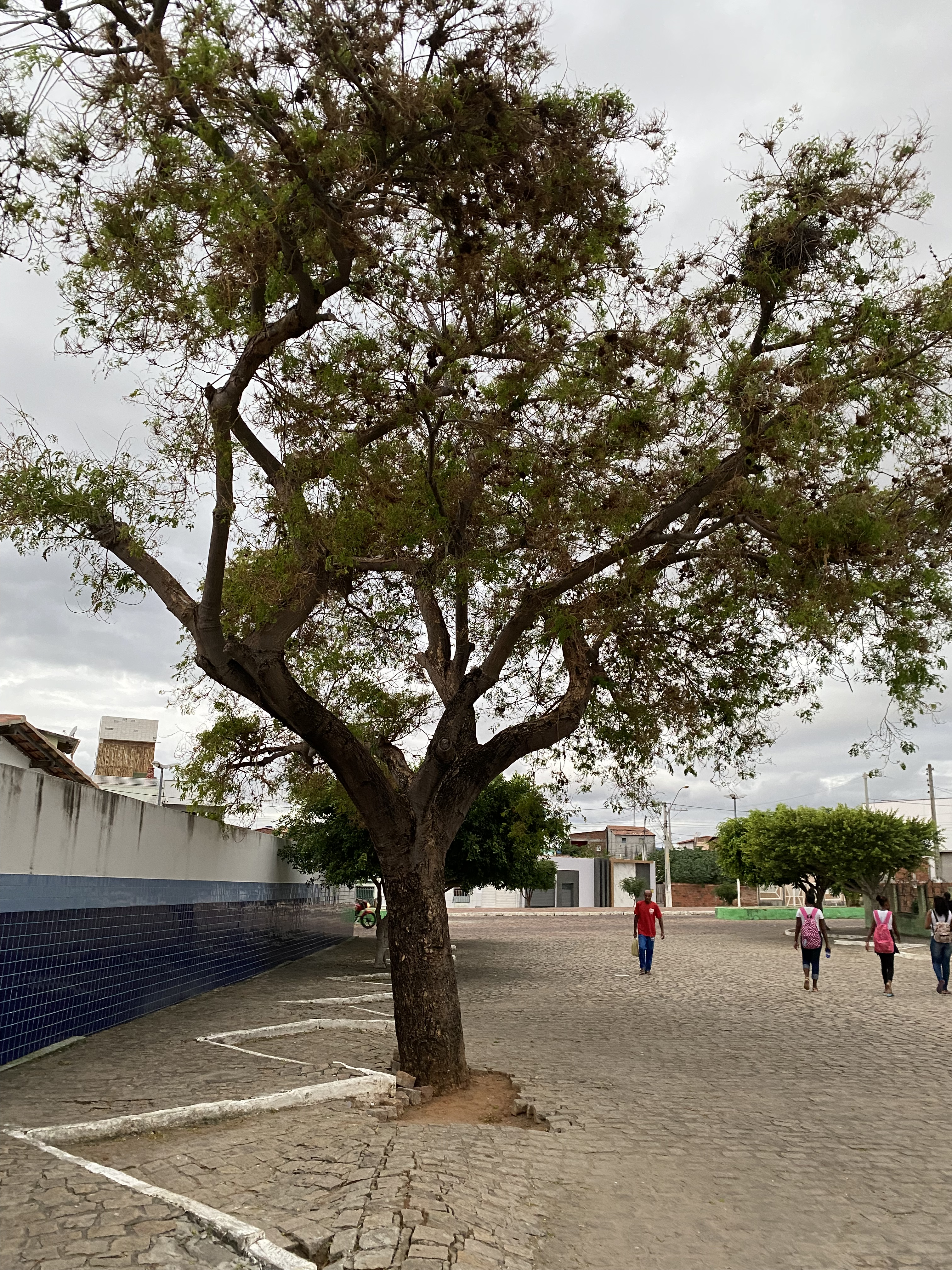
Tamburi, árvore que deu nome ao município até 1962.

## Topônimo
Inicialmente denominado Tamburi, em alusão a uma árvore abundante na área, o antigo distrito passou a chamar-se Marcionílio Souza, ao ser elevado à categoria de município, mediante desmembramento do território de Maracás. O novo nome foi uma homenagem a Marcionillo Antônio de Souza, um antigo tropeiro, depois convertido em coronel, chefe político do município de Maracás e região, durante o período da República Velha. 